# 昭和50年台風第3号
昭和50年台風第3号（しょうわ50ねんたいふうだい3ごう、国際名：Nina / ニーナ）は、1975年8月に、台湾と中国大陸に甚大な被害をもたらした台風である。蓮娜台風とも呼ばれる。記録上、史上4番目に多い犠牲者を出した熱帯低気圧とされている。被害が深刻となった主な原因は、台風によるダムの決壊である。

## 概要

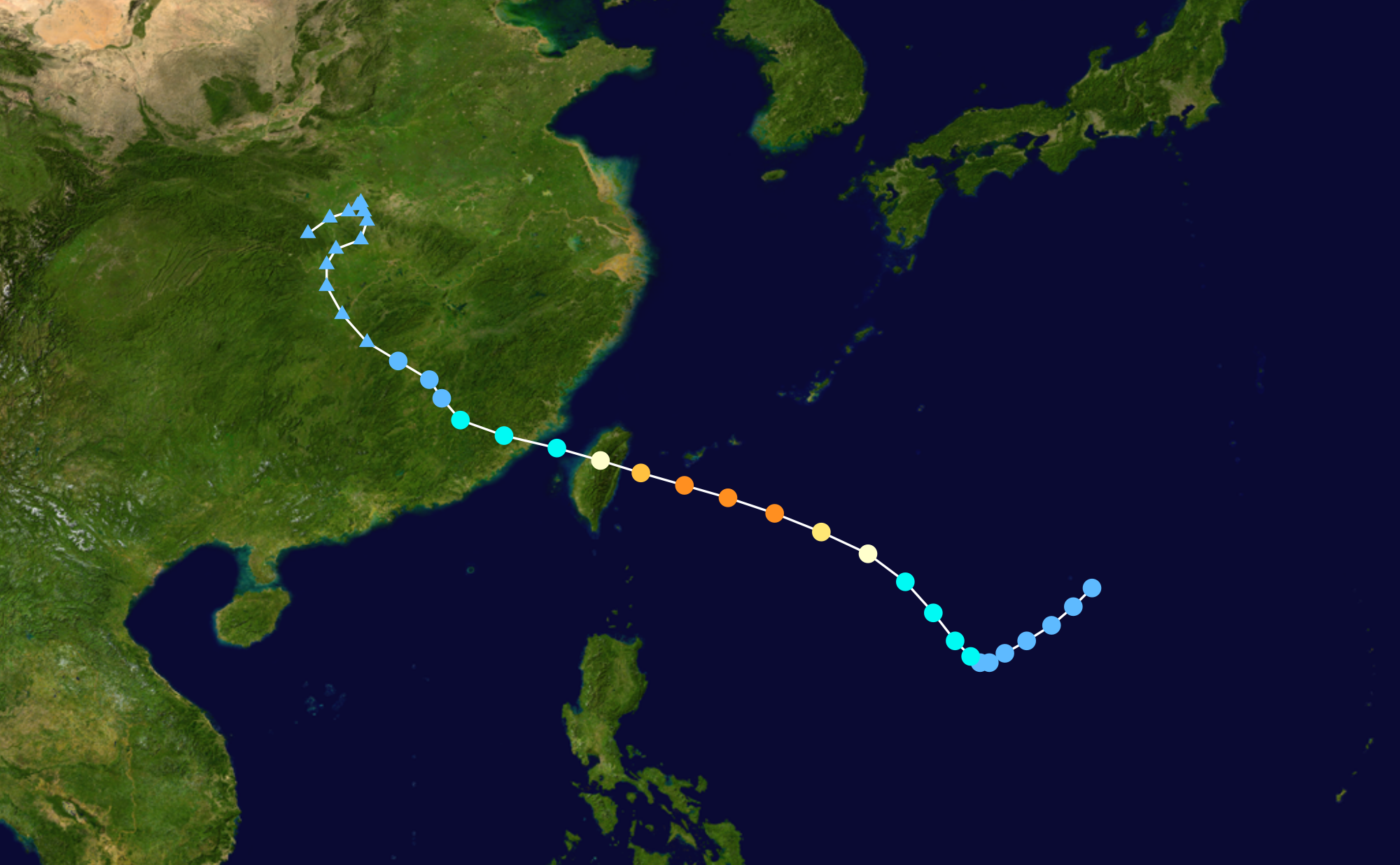
進路図

1975年7月31日、沖ノ鳥島の南西で台風3号が発生。台風は北上し、8月2日になると急速に発達し始め、同日3時（JST）には中心気圧960hPaであったものが、12時間後の15時には沖縄の南において中心気圧905hPaとなり、半日の間に55hPaも中心気圧が低下した。その後3日3時には中心気圧900hPaとなって最盛期を迎えた。台風は台湾方面に進み続け、3日に台湾を通過後、4日に中国福建省に上陸。その後消滅した。北京にある気象観測所は避雷を受けて故障し、台風の行方を観測できなくなったという。
この年は台風2号の発生が7月27日と非常に遅かったこともあり、この台風は、台風3号としては統計史上2番目に遅い日時に発生したことになった。

## 被害

ダム決壊で浸水したエリア

この台風は、台湾と中国を中心に甚大な被害をもたらした。死者の数は少なくとも229,000人に達し、これは記録上、熱帯低気圧によるものとしては、1970年のボーラ・サイクロン（死者500,000人）、1839年のインドのサイクロン及び1881年のハイフォン台風（いずれも死者300,000人）に次いで史上4番目に多い死者数であったとされている。
被害が深刻なものとなった最大の原因はダムの決壊であり、台風によって中国河南省の駐馬店市は連日暴雨の被害に遭い、板橋ダム・石漫灘ダムの2基の大規模ダムと、竹溝ダム・田崗ダムの2基の中型ダム、58基の小型ダムが数時間の間に次々と決壊して、合計でおよそ26,000人から240,000人が死亡したほか、数万人が洪水により直接溺死し堤防の決壊により数万人が死傷し、その後数十万人が食糧問題や感染症などの二次災害によって死亡したとされている。これは現在、世界史上最大のダム決壊被害である。
かつて台湾にあった日本統治時代に建設された水力発電所太平発電廠も、多大な降水量から発生した土石流に埋もれて復旧のめどがたたず閉鎖された。